# Pentlandit

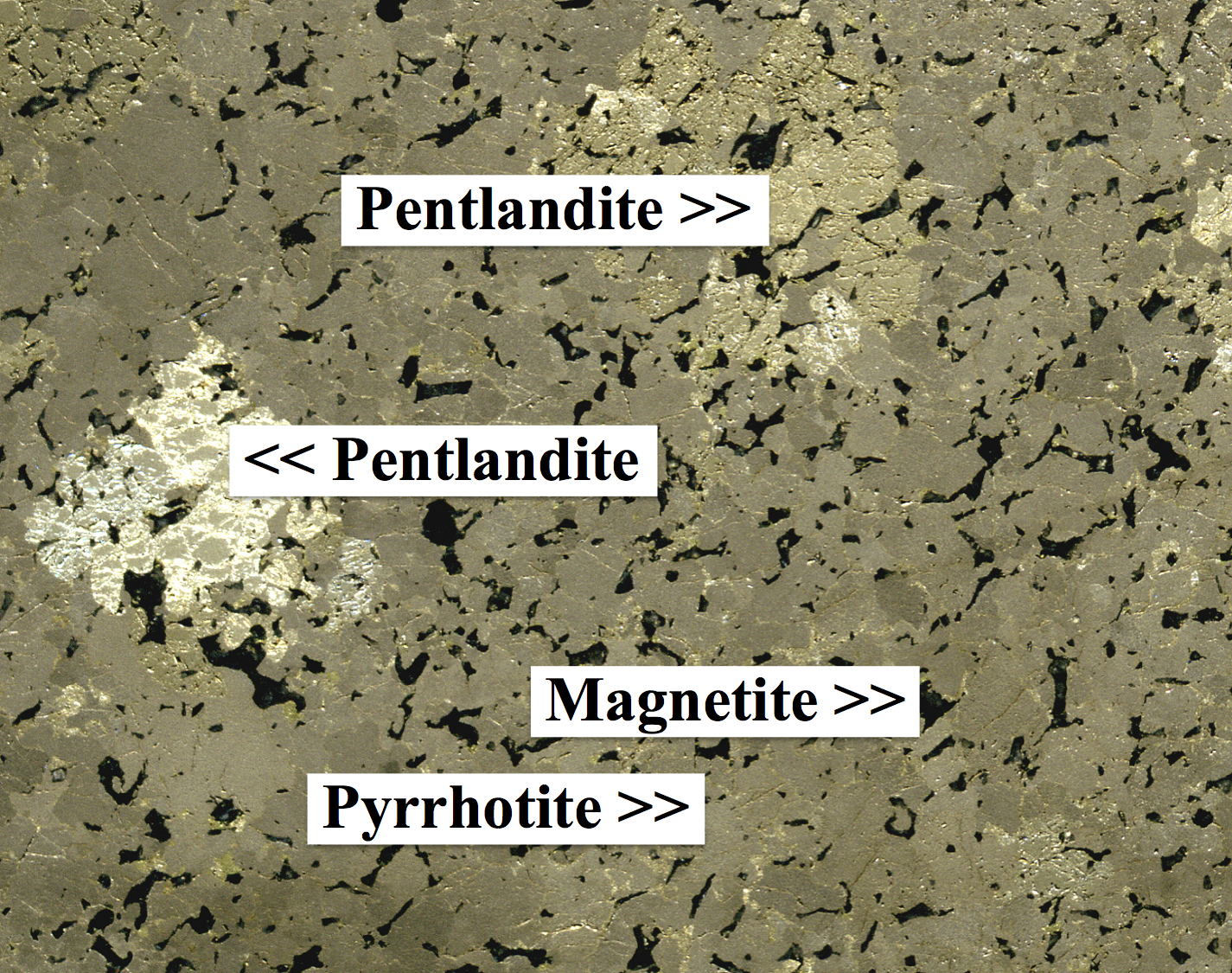
Pentlandit trong pyrrhotit, mẫu quặng lấy từ Sudbury Basin (tầm nhìn 3,4 cm)

Pentlandit là một loại khoáng vật sắt-nikel sulfide, (Fe,Ni)9S8. Pentlandit có khoảng biến động nhỏ về tỉ lệ Ni:Fe nhưng nó thường được mô tả về tỉ lệ Ni:Fe là 1:1. Khoáng vật này cũng chứa một hàm lượng nhỏ cobalt.
Pentlandit tạo thành tinh thể hệ lập phương, nhưng thường gặp ở dạng tập hợp hạt. Khoáng vật có màu vàng đồng, độ cứng 3,5 - 4, tỉ trọng 4,6 - 5,0 và không có từ tính.
Pentlandit đã được khảo sát là chất xúc tác trong phản ứng tách hydro trong điện phân nước.